# بغداد (البحيرة)
قرية بغداد هي إحدى القرى التابعة لمركز بدر في محافظة البحيرة في جمهورية مصر العربية. حسب إحصاءات سنة 2006، بلغ إجمالي السكان في بغداد 3633 نسمة، منهم 2008 رجل و1625 امرأة.